# 布蘭登·威恩
布蘭登·威恩（英語：Brandon Wynn；1988年11月4日—）是一位美國競技體操運動員，主要擅長的項目是吊環。他在2013年世界體操錦標賽上奪得銅牌。他也在2011年泛美運動會上獲得一枚金牌和一枚銅牌。